# Bee Gees Run To Me (EP3)

## Közreműködők
- Barry Gibb – ének, gitár
- Maurice Gibb – ének, gitár, zongora, orgona, basszusgitár
- Robin Gibb – ének
- Alan Kendall – gitár
- Geoff Bridgeford – dob
- stúdiózenekar Bill Shepherd vezényletével

## A lemez dalai
- Run To Me (Barry, Robin és Maurice Gibb) (1972), stereo 3:05, ének: Barry Gibb, Robin Gibb
- Sweetheart (Barry és Maurice Gibb) (1969), mono 3:09, ének: Barry Gibb, Maurice Gibb
- Road To Alaska (Maurice Gibb) (1971), mono 3:00, ének: Maurice Gibb
- Dearest (Barry és Robin Gibb) (1968), stereo 3:26, ének: Barry Gibb

## Top 10 helyezés
- Run To Me: Ausztrália, Dél-afrikai Köztársaság: 3., Olaszország, Új-Zéland: 5., Kanada: 6., Írország: 7., Spanyolország: 8., Egyesült Királyság: 9.